# Syringogaster
Syringogaster is een vliegengeslacht uit de familie van de Syringogastridae. De wetenschappelijke naam van het geslacht is voor het eerst geldig gepubliceerd in 1912 door Cresson.

## Soorten
De volgende soorten zijn bij het geslacht ingedeeld:
- Syringogaster amazonensis Pires do Prado, 1969
- Syringogaster apiculata Marshall & Buck, 2009
- Syringogaster atricalyx Marshall & Buck, 2009
- Syringogaster brachypecta Marshall & Buck, 2009
- Syringogaster brunnea Cresson, 1912
- Syringogaster brunneina Marshall & Buck, 2009
- Syringogaster carioca Pires do Prado, 1969
- † Syringogaster craigi Grimaldi, 2009
- Syringogaster cressoni Pires do Prado, 1969
- Syringogaster dactylopleura Marshall & Buck, 2009
- Syringogaster fapeam Rafael, Camara & Holanda, 2011
- Syringogaster figurata Marshall & Buck, 2009
- Syringogaster lanei Pires do Prado, 1969
- Syringogaster lopesi Pires do Prado, 1969
- † Syringogaster miocenecus Grimaldi, 2009
- Syringogaster nigrithorax Marshall & Buck, 2009
- Syringogaster palenque Marshall & Buck, 2009
- Syringogaster papaveroi Pires do Prado, 1969
- Syringogaster plesioterga Marshall & Buck, 2009
- Syringogaster rufa Cresson, 1912
- Syringogaster sharkeyi Marshall & Buck, 2009
- Syringogaster subnearctica Feijen, 1989
- Syringogaster tenuipes Marshall & Buck, 2009

## Synoniemen
- Syringogaster fulvida  = Odontomera fulvida (Bigot)